# Panna (geslacht)
Panna is een geslacht van straalvinnige vissen uit de familie van ombervissen (Sciaenidae).

## Soorten
- Panna heterolepis Trewavas, 1977
- Panna microdon (Bleeker, 1849)
- Panna perarmatus (Chabanaud, 1926)